# Entomogramma decora
Entomogramma decora là một loài bướm đêm trong họ Erebidae.